# Tilak Agerwala
Tilak Agerwala (* 8. März 1950 in New Delhi) ist ein indisch-US-amerikanischer Computeringenieur.
Agerwala studierte Elektrotechnik am Indian Institute of Technology in Kanpur mit dem Abschluss 1971 und wurde 1975 an der Johns Hopkins University promoviert. Ab 1979 war er bei IBM am Thomas J. Watson Research Center. Er hatte verschiedene Managementpositionen bei IBM und forschte im Bereich Hochleistungsprozessoren. Ende der 1990er Jahre war er Vizepräsident für Systementwicklung bei IBM Research.
Er arbeitete mit John Cocke bei der Entwicklung eines RISC-Prozessors zusammen (Projektname Cheetah, dann 1985/86 America), der später die Basis des Power-1 Prozessors in der RS/6000 und des PowerPC wurde. Beide prägten 1983 den Begriff superskalar für diese Prozessoren. Er war 1989 bis 1992 Direktor von Future Systems Technology, war für die RS/6000 Workstations und Server in den 1990er Jahren verantwortlich und 1999/2000 für die UNIX Strategie von IBM.
1998 erhielt er den W. Wallace McDowell Award. Er ist Fellow des IEEE und Gründungsmitglied der IBM Academy of Technology.